# Universidad de Cartagena

La Universidad de Cartagena, también conocida como Unicartagena o por su sigla UdeC, es una universidad pública colombiana localizada en Cartagena de Indias, sujeta a inspección y vigilancia por medio de la Ley 1740 de 2014 y la ley 30 de 1992 del Ministerio de Educación de Colombia. Fue fundada en 1827 por Francisco de Paula Santander y Simón Bolívar, lo que la constituye en la universidad pública más antigua del Caribe colombiano. El 26 de febrero de 2014 la Universidad de Cartagena recibió por parte del Ministerio de Educación Nacional la Acreditación Institucional de Alta Calidad, convirtiéndose en la primera universidad pública de la región Caribe con este tipo de acreditación. Y actualmente, es la primera universidad pública de Colombia en recibir la acreditación internacional. La UdeC tiene programas en los denominados "Centro Tutorial" de los municipios de Cereté, El Carmen de Bolívar, Lorica, Magangué, San Juan Nepomuceno y Santa Cruz de Mompox.

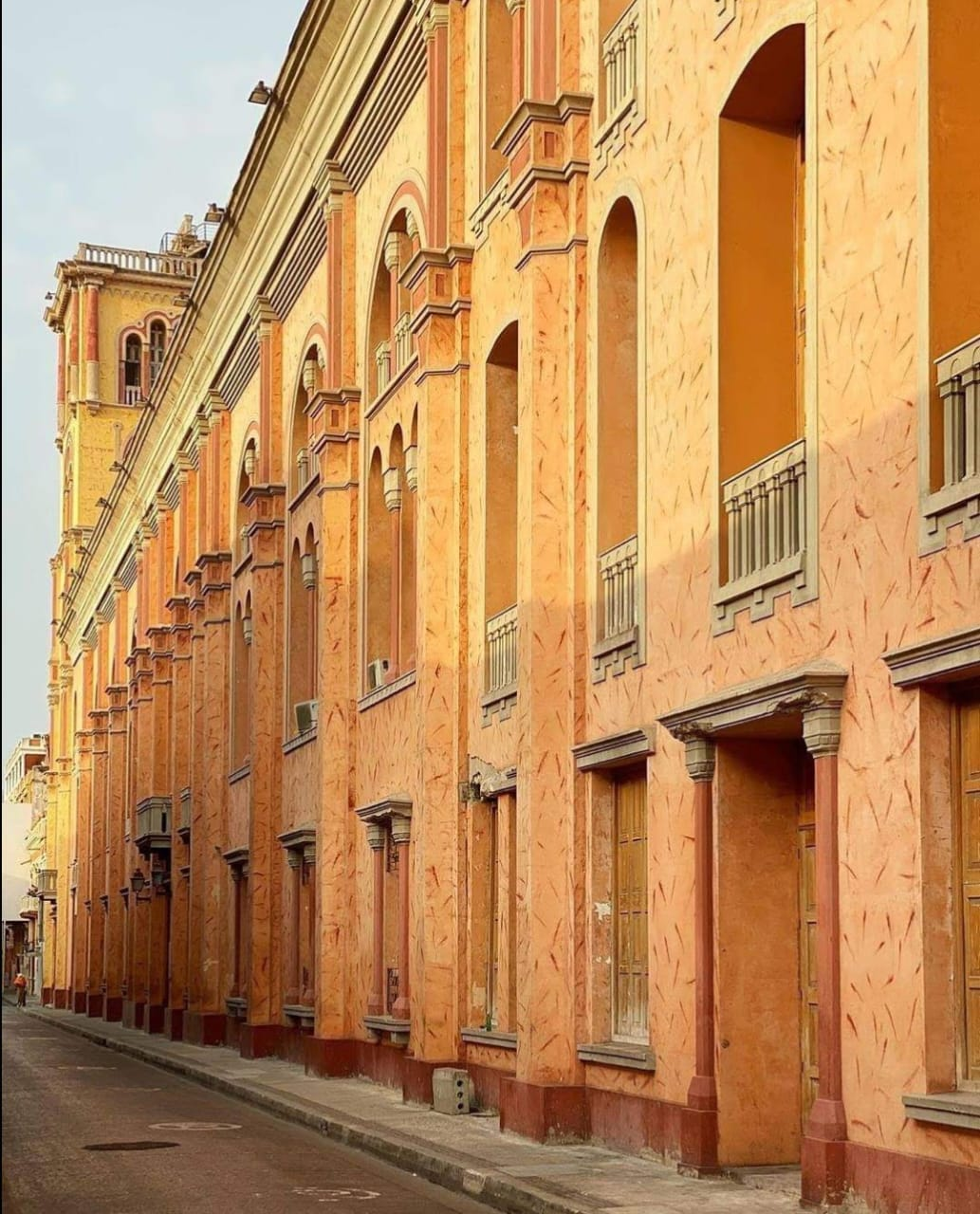
Universidad de Cartagena, Campus Claustro San Agustín.

Asimismo, el 20 de abril del año 2022 obtuvo la certificación de Acreditación Internacional, por parte de la Unión de Universidades de América Latina y del Caribe (UDUAL), siendo la primera en el país en obtener tal acreditación. En el 2015 estuvo en el Ranking de Scimago para Colombia catalogada como la décima mejor universidad del país y como la quinta mejor pública.  En el 2023 se encuentra en el puesto 19 entre las universidades colombianas que fueron evaluadas en el ranking de QS para América Latina y el Caribe.

## Historia

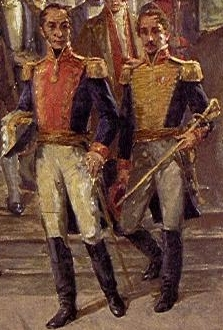
Simón Bolívar (a la izquierda) y Francisco de Paula Santander (a la derecha), fundadores de la Universidad de Cartagena.

En 1826, el general Francisco de Paula Santander mediante decreto dio vía libre a la creación de una universidad en la Región Caribe de Colombia y fue escogida como sede Cartagena de Indias. El 6 de octubre de 1827 el Libertador Simón Bolívar la oficializó, nació de esa manera la Universidad del Magdalena y del Istmo, pues en aquella época Panamá hacía parte de la Gran Colombia. La Universidad se instaló el 11 de noviembre de 1828 en el antiguo convento de los agustinos calzados, siendo su primer rector el teólogo José Joaquín Gómez Lacroudache. Luego pasó una serie de cambios en su nombre:  1842, Colegio del Segundo Distrito; en 1850, Colegio Nacional de Cartagena; en 1854, Colegio Provincial de Cartagena; en 1863, Colegio de Bolívar; en 1867, Colegio Universitario del Estado Soberano de Bolívar; en 1887, Colegio del Departamento de Bolívar; en 1890, Universidad de Bolívar; en 1896, Colegio de Fernández de Madrid; en 1898, de nuevo Universidad de Bolívar. Posteriormente, en razón a cambios de tipo territorial y políticos, pasó a ser la Universidad de Cartagena en el Claustro de San Agustín, en ese entonces solo contaba con dos pregrados: Derecho y Medicina.
En la década de 1950 del siglo XX, se adopta oficialmente el escudo actual de la Universidad. En 1989 se inaugura el Campus de la Salud, al que se trasladaron las facultades de Medicina, Enfermería, Odontología y Ciencias Químicas y Farmacéuticas, en 2001 se traslada al Campus Piedra de Bolívar la facultad de Ciencias e Ingenierías, en 2003 se traslada a esa misma sede la facultad de Ciencias Económicas y en 2014 se traslada a la sede San Pablo la facultad de ciencias exactas desde piedra de Bolívar y el programa de Lenguas extranjeras de San Agustín.
En 1993 se estableció la formación a distancia a través de los Centros Regionales de Educación a Distancia (Centro Tutorial). La UdeC tiene programas en ciertos municipios del departamento de Bolívar y Córdoba.
La Universidad de Cartagena se ha convertido en un referente de calidad de la educación superior en Colombia y en la región Caribe. Logrando posicionarse como la universidad pública líder del Caribe colombiano y con una trayectoria de más de 40 años de cultura de calidad institucional. En el año 2014 recibió la Acreditación Institucional de Alta Calidad por parte del Ministerio de Educación Nacional por un periodo de 4 años y se unió al grupo de las 32 instituciones de educación superior que contaban con dicha acreditación en el país. En el año 2018 renovó la Acreditación en Alta Calidad, conferida por el Ministerio de Educación Nacional mediante Resolución 01968 del 12 de febrero de ese mismo año. En el año 2017, la Institución dio sus pasos hacia la acreditación internacional, recibiendo la primera acreditación internacional de programa académico, otorgada al programa de Enfermería bajo el sistema ARCU-SUR, mecanismo de acreditación regional del MERCOSUR. Entre el 2017 y 2018, la Institución contaba con cinco nuevos programas con acreditación internacional bajo los parámetros de la agencia internacional ABET (Química Farmacéutica, Ingeniería Civil, Ingeniería Química, Ingeniería de Alimentos e Ingeniería de Sistemas). En el año 2022 obtiene Acreditación Institucional Internacional, reconocimiento otorgado por un periodo de 6 años por el Consejo de Evaluación y Acreditación Internacional promovido por la Unión de Universidades de América Latina y del Caribe, UDUAL, el cual reconoce los altos estándares de calidad institucionales.

## Campus

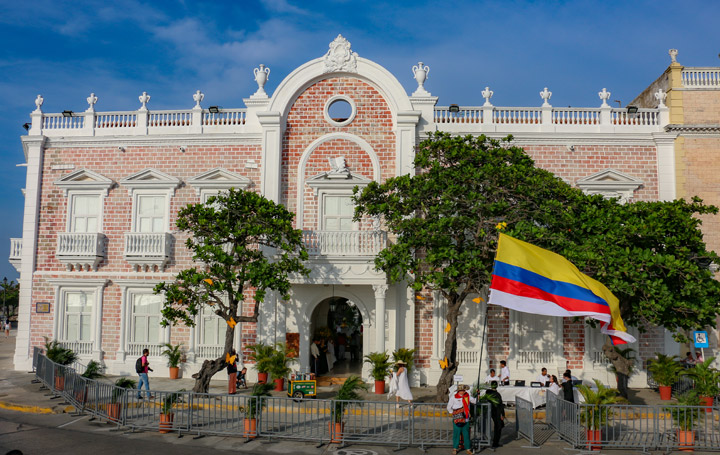
Exterior del Campus Claustro La Merced

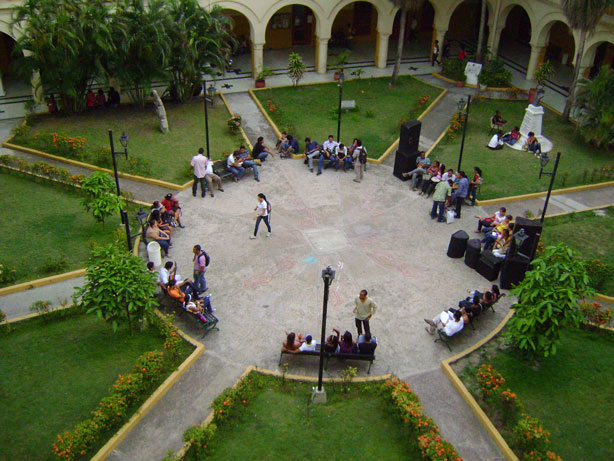
Plaza Central del Claustro de San Agustín

- Campus Claustro de San Agustín (UCG 1): Derecho, Filosofía, Historia, Lingüística y Literatura, Comunicación Social, Trabajo Social, Licenciatura en Educación con Énfasis en Ciencias Sociales y Ambientales, Licenciatura en Informática.

- Campus Claustro La Merced (UCG 1): Unidades Administrativas y Centro de Postgrados.

- Campus Ciencias Exactas y Naturales (UCG 1): Química, Física, Biología, Matemáticas, Metrología Industrial, Profesional universitario en Lenguas Extranjeras.

- Campus Ciencias de la Salud (UCG 8): Medicina, Enfermería, Odontología, Química Farmacéutica, Administración de Servicios de la Salud, Seguridad y Salud en el Trabajo.

- Campus de Ciencias Económicas e Ingeniería (UCG 9): Administración de Empresas, Administración Industrial, Contaduría Pública, Economía, Administración de Empresas Turísticas y Hoteleras, Administración Financiera, Administración Pública, Ingeniería Civil, Ingeniería de Alimentos, Ingeniería Química, Ingeniería de Sistemas, Ingeniería de Software, Operación de Procesos Petroquímicos.

## Centros Tutoriales
En 1993 se estableció la formación a distancia a través de los Centros Regionales de Educación a Distancia (Centro Tutorial). La Universidad de Cartagena tiene programas en ciertos municipios del departamento de Bolívar y Córdoba.
- El Carmen de Bolívar, ubicado sobre la Troncal de Occidente a un costado del IETI Juan Federico Hollman.
- Magangué
- Cereté
- Lorica
- San Juan Nepomuceno
- Santa Cruz de Mompox